# Katrineholms KK
Katrineholms KK (KKK) är en kanotklubb i Katrineholm i Sverige bildad 24 februari 1939. Katrineholms KK är en av Sveriges största kanotklubbar med flera framgångar i VM och OS.